# Yahşelli, Menemen
Yahşelli là một xã thuộc huyện Menemen, tỉnh İzmir, Thổ Nhĩ Kỳ. Dân số thời điểm năm 2010 là 3.983 người.